# Goniosomatinae
Sous-famille
Les Goniosomatinae sont une sous-famille d'opilions laniatores de la famille des Gonyleptidae.

## Distribution
Les espèces de cette sous-famille sont endémiques du Brésil.

## Liste des genres
Selon World Catalogue of Opiliones (19/08/2021) :
- Acutisoma Roewer, 1913
- Goniosoma Perty, 1833
- Goniosomoides Mello-Leitão, 1932
- Heteromitobates Roewer, 1913
- Mitogoniella Mello-Leitão, 1936
- Pyatan DaSilva & Gnaspini, 2010
- Serracutisoma Roewer, 1930

## Publication originale
- Mello-Leitão, 1935 : « Algumas notas sobre os Laniatores. » Archivos do Museu Nacional do Rio de Janeiro, vol. 36, p. 87–116.